# Vault 7
Vault 7 (het Engelse vault betekent 'kluis' of 'crypte') is een reeks geheime documenten die door de klokkenluidersite WikiLeaks gelekt werd vanaf 7 maart 2017. De documenten tonen in detail hoe de Central Intelligence Agency (CIA), de Amerikaanse geheime dienst, te werk gaat bij elektronische surveillance en cyberoorlog. De CIA ontwikkelde in dat verband software waarmee het toegang kreeg tot smart-tv's, smartphones van zowel Apple, als toestellen die werken met het Android-systeem van Google, en tot computers met besturingssystemen Windows, macOS en Linux. 
Volgens WikiLeaks-stichter Julian Assange gaat het om het grootste lek ooit bij de CIA: 8.761 documenten die alle hacking-instrumenten van de CIA bestrijken. De publicatie zou ook groter zijn dan de Snowden-files.
Year Zero, de publicatie van 7 maart 2017, bestrijkt de jaren 2013 tot 2016 en zou slechts het begin vormen van een uitgebreide reeks onthullingen. Voor publicatie verving WikiLeaks alle identificatiegegevens zoals namen, e-mail- en IP-adressen door een nummering.
Wikileaks kreeg de documenten van een anonieme bron die "het gebruik van cyberwapens ter discussie wil stellen". Volgens veiligheidsexpert James Lewis zou Rusland achter het lek zitten, maar volgens insiders hadden honderden, misschien wel meer dan duizend personen toegang tot deze documenten.

## Organisatie
De malware en hacking-instrumenten die de CIA gebruikt, werden ontwikkeld door een staf van enkele honderden experts. Deze werken vooral in het CIA-hoofdkwartier te Langley (Virginia, VS), maar ook elders in de wereld. In Europa zou de CIA vooral opereren vanuit het Amerikaans consulaat in Frankfurt, waar een 'Center for Cyber Intelligence Europe' (CCIE) is gevestigd. CIA-personeelsleden krijgen er diplomatieke paspoorten, en werken onder de dekmantel van het State Department. Eenmaal in Frankfurt kunnen ze via de Schengen-zone vrij rondreizen in Europa.
De CIA ontwikkelt een groot deel van de software met een uitgebreid eigen team, maar verzamelt ook malware die op het internet circuleert, soms tegen betaling. De malware wordt eventueel gedeeld met de NSA en de Britse GCHQ.
Daarnaast zou UMBRAGE, een werkgroep binnen de CIA, 'vingerafdrukken' verzamelen van een groot aantal binnen- en buitenlandse hackers, om op die manier forensisch onderzoek van cyberaanvallen te misleiden, of een aanval te doen toeschrijven aan een externe groep of mogendheid. Uiteraard leidden sommigen hieruit af dat de 'Russische' hacking-aanvallen rond de presidentsverkiezingen in de Verenigde Staten in 2016 mogelijk een valse vlag-operatie waren van de CIA zelf.
Een ander dilemma voor de inlichtingendiensten is de vraag of kwetsbaarheden in software of hardware die ontdekt werden, beter kunnen meegedeeld worden aan de fabrikanten (zodat een remedie wordt gevonden), dan wel geheimgehouden om zelf als achterpoortje te kunnen gebruiken. De Amerikaanse regering besliste dat de inlichtingendiensten door een Vulnerability Equities Process verplicht kunnen worden om kwetsbaarheden te rapporteren, maar de toepassing van die regel is twijfelachtig.

## Getroffen systemen en software

#### Smartphones en messaging
Met de spyware waarvan sprake in Vault 7 zou de CIA in staat zijn toegang te krijgen tot smartphones van zowel Apple als andere merken op basis van Googles Android. De CIA had een 'bovengemiddelde focus' op kwetsbaarheden in iOS, aldus WikiLeaks, waarschijnlijk vanwege de populariteit van de iPhone bij de politieke, zakelijke en diplomatieke elite.
Toch zijn er geen gevallen bekend waarin de encryptie van Instant messaging-berichten zoals Telegram, WhatsApp of Signal zou gekraakt zijn. Op gehackte toestellen worden berichten onderschept nog voor de encryptie haar werk kan doen, meer bepaald door keylogging of aanraken van het scherm. In de praktijk zou dit dus het geval kunnen zijn voor alle smartphones die door de malware zijn besmet. Apple liet intussen weten dat "veel van de gerapporteerde kwetsbaarheden reeds waren verholpen in de jongste editie van iOS, en dat het bedrijf zo snel mogelijk de andere kwetsbaarheden zal aanpakken".

#### Auto's
Uit een van de documenten blijkt dat de CIA onderzocht hoe de besturing van auto's kon beïnvloed worden. Daardoor zouden niet te achterhalen moordaanslagen kunnen gepleegd worden, wat uiteraard aanleiding gaf tot complottheorieën. 

#### Smart TV
Een van de softwarepakketten, met de codenaam 'Weeping Angel', zou bedoeld zijn om smart-tv's van met name de Samsung F8000-reeks om te vormen tot afluisterapparatuur. De microfoons in deze tv's zouden verder geluiden opnemen, ook wanneer ze uitgeschakeld zijn, een situatie die treffend gelijkt op de samenleving onder Big Brother. De gerapporteerde gevallen beperken zich echter tot een serie tv's uit 2012-2013, die enkel via een besmette update-USB-stick aan het afluisteren zouden gaan. Anderen wijzen er echter op dat reeds in 2015 controverse ontstond rond het 'afluistergedrag' van Samsung-tv's, en hoe gebruikers die functie zelf moesten uitschakelen. Sommigen zien in de aanvallen op smart-tv's een aanzet om, nu communicatie via smartphones en mail steeds meer versleuteld wordt, surveillance uit te voeren langs 'onschuldige' huishoudtoestellen, via het Internet of things.

#### Windows
Binnen de CIA zou ook veel belangstelling bestaan voor het infiltreren van Windows-computers, via kwetsbaarheden waarvan de fabrikanten zelf niet op de hoogte zijn (zero day-exploits). Ook worden in de documenten methoden beschreven om bekende antivirussoftware te omzeilen of te imiteren.

#### Fysieke besmetting
Sommige elektronische aanvalsmethoden van de CIA vereisen fysiek contact met het doelsysteem, bijvoorbeeld als het gaat om beveiligde, niet op het internet aangesloten computernetwerken (politie, nutsbedrijven). In de praktijk wordt dan vaak gebruik gemaakt van een USB-stick met malware. De injectie van malware wordt gecamoufleerd met een van de 24 afleidingsmedia op de USB-stick, bijvoorbeeld een presentatie, het vertonen van een informatieve video, een game of zelfs een nep-antivirusprogramma.

## Publicaties
Van maart tot september 2017 werden 24 bundels publiek gemaakt, waarvan de eerste zes: 
- Year Zero: de eerste, omvangrijke publicatie met gelekte documenten en interpretatie (7 maart 2017)
- Dark Matter: documentatie over CIA-projecten om Apple Mac firmware te infecteren (23 maart 2017)
- Marble Framework: tools om forensisch onderzoek en antivirusbedrijven te hinderen bij het toeschrijven van virussen, trojanen en hacking aan de CIA (31 maart 2017)
- Grasshopper: een platform voor het bouwen van malware, bestemd voor Microsoft Windows besturingssystemen. (7 april 2017)
- Hive: communicatie-malware tussen bespioneerde systemen en de CIA (14 april 2017)
- Weeping Angel: een implantaat voor smart-TV's van Samsung (21 april 2017)

## Reacties en controverse
Edward Snowden zelf reageerde op Twitter door te zeggen dat het lek bewijst "dat de Amerikaanse regering kwetsbaarheden in Amerikaanse producten ontwikkelt en dan opzettelijk de poorten openhoudt – uiterst roekeloos" (The CIA reports show the USG developing vulnerabilities in US products, then intentionally keeping the holes open. Reckless beyond words.).
In de Verenigde Staten voeden de onthullingen het politieke debat dat door de presidentsverkiezingen van 2016 op gang is gekomen. Verdedigers van de inlichtingendiensten, zakenkringen en sommige 'liberals' minimaliseren de lekken, stellen de methoden voor als een onderdeel van het normale inlichtingenwerk en noemen WikiLeaks een 'instrument van Moskou'. Aanhangers van president Trump daarentegen zijn weliswaar niet mals voor klokkenluiders en verwerpen de lekken, maar zien ze tevens als sporen van de door hen gehate inlichtingendiensten (Deep State) die president Trump tegenwerken.
Verschillende bedrijven en organisaties kondigden reeds na enkele dagen aan maatregelen te nemen tegen de aan het licht gekomen kwetsbaarheden.
Eind april 2017 reageerde de CIA ontzet op de nieuwe onthullingen, en kondigde aan in samenwerking met de FBI een klopjacht te beginnen op de personen die aan de oorsprong van de lekken hadden gelegen.